# Brachinus texanus
Brachinus texanus är en skalbaggsart som beskrevs av Maximilien de Chaudoir. Brachinus texanus ingår i släktet Brachinus och familjen jordlöpare. Inga underarter finns listade i Catalogue of Life.